# Herman II (palatyn Lotaryngii)

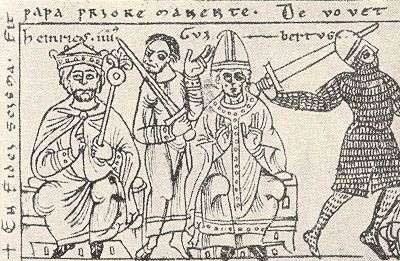
Herman II (pośrodku) z cesarzem Henrykiem IV i antypapieżem Klemensem III

Herman II (ur. ok. 1049, zm. w 1085) – palatyn Lotaryngii od 1061 z dynastii Ezzonidów.

## Życiorys
Herman był najprawdopodobniej synem palatyna lotaryńskiego Henryka I i Matyldy, córki księcia Dolnej Lotaryngii Gozelona II. W 1060 r. jego matka została zamordowana przez ojca. Przeciwnik ojca, arcybiskup Kolonii Anno II wziął młodego Hermana na wychowanie, a gdy po uwięzieniu ojca Herman odziedziczył tytuł palatyna lotaryńskiego, sprawował także rządy opiekuńcze w jego imieniu. Samodzielne rządy Herman objął nie później niż w 1064.
Herman podczas swoich rządów pozostawał w pokojowych stosunkach z Annonem, był także wiernym stronnikiem króla Henryka IV Salickiego. W 1084 był z Henrykiem IV w Rzymie. Utracił Cochem na rzecz antykróla Hermana z Salm. Toczył spory o wpływy w rejonie Mozeli.
Żoną Hermana był Adelajda, córka margrabiego Weimaru Ottona I. Zmarł nie pozostawiwszy potomków.